# Satureja coerulea
Satureja coerulea là một loài thực vật có hoa trong họ Hoa môi. Loài này được Janka miêu tả khoa học đầu tiên năm 1891.